# Steven Van Gaeveren
Steven Van Gaeveren (ca. 1983) is een Belgisch waterskiër.

## Levensloop
Van Gaeveren werd in 2009 wereldkampioen in de formule 2. Daarnaast won hij in deze klasse in 2008 zowel het Beneluxcup, het Europees kampioenschap en de Europese beker. Tevens werd hij driemaal Belgisch kampioen in de Formule 2. In 2010 maakte hij de overstap naar de formule 1. Hierin werd hij driemaal Europees kampioen en won hij vijfmaal de Europese beker. Tevens werd hij in deze klasse viermaal Belgisch kampioen. Op het WK 2017 in het Amerikaanse Seattle viel hij met een vierde plaats net naast het podium.
Hij is de levensgezel van Davina Sipido, die evenals zijn broer Christoff, actief is in het waterskiën.

## Palmares
Formule 1
- 2010:  Belgisch kampioenschap
- 2010:  Europese beker
- 2011:  Belgisch kampioenschap
- 2011:  Europese beker
- 2012:  Belgisch kampioenschap
- 2012:  Europees kampioenschap
- 2012:  Europese beker
- 2012:  Beneluxcup
- 2012:  Diamond Race
- 2013:  Belgisch kampioenschap
- 2014:  Belgisch kampioenschap
- 2014:  : Europees kampioenschap
- 2015:  Belgisch kampioenschap
- 2015:  Europese beker
- 2016:  Europees kampioenschap
- 2016:  Europese beker
- 2016:  Diamond Race
- 2017:  Belgisch kampioenschap
- 2017:  Diamond Race
- 2018:  Europees kampioenschap

Formule 2
- 2002:  Belgisch kampioenschap
- 2003:  Belgisch kampioenschap
- 2004:  Belgisch kampioenschap
- 2004:  Europees kampioenschap
- 2004:  Europese beker
- 2008:  Belgisch kampioenschap
- 2008:  Europees kampioenschap
- 2008:  Benuluxcup
- 2008:  Europese beker
- 2009:  Belgisch kampioenschap
- 2009:  wereldkampioenschap